# 求是派
「求是派」，又称「实践派」，是指文化大革命结束后，中国共产党内形成的以邓小平为首的一个非正式派系。1976年10月文革結束（粉碎四人幫后），华国锋等人坚持对毛泽东奉行“两个凡是”原则，而邓小平、胡耀邦等人于1978年开展真理标准大讨论，提倡“实践是检验真理的唯一标准”，并获得陳雲、叶剑英等中共元老的支持。“求是派”此后与“凡是派”展开激烈交锋，最终在1978年底的中共十一屆三中全會上获胜，邓小平取代华国锋成为中国最高领导人并开启改革开放，而求是派成員後來多成为中共第二代領導集体成員。

## 概述
1976年10月12日，在怀仁堂事变后的第6天，中共中央军委副主席、国防部部长叶剑英派儿子叶选宁到北京富强胡同6号胡耀邦的家中看望，并求教此后治国建议。胡耀邦总结：“现在我们的事业面临着中兴。中兴伟业，人心为上。什么是人心？我看有三条：第一是停止批邓，人心大顺；第二是冤案一理，人心大喜；第三是生产狠狠抓，人心乐开花”。这三条中兴建议，即后来的“真理标准大讨论”、“平反冤假错案”和“改革开放”，后人也称赞胡耀邦之言为“隆中三策”。叶剑英听后非常赞赏，深以为是，竭力向华国锋等人推荐胡耀邦出来工作。
1977年7月，邓小平在叶剑英等人的支持下第三次复出政坛，之后提出了“毛泽东思想的精髓是实事求是”，并于1978年同胡耀邦等人以《实践是检验真理的唯一标准》一文发动了一场“真理标准大讨论”。同时由于胡耀邦主持的“平反冤假错案”让党内众多元老复出工作，复出的元老们又积极响应邓小平的“实事求是”。最终，在1978年12月中共十一屆三中全會上，邓小平取代华国锋成为中国最高领导人。

## 成员
求是派主要由若干個文革期间遭受迫害的中共元老以及支持改革開放的黨員組成。
- 邓小平
- 胡耀邦
- 叶剑英
- 陳雲
- 胡啟立
- 楊尚昆

其中，邓小平多次明确说到“我是实事求是派”。1987年，邓小平在会见美国国务卿乔治·普拉特·舒尔茨时，曾提到：
中国的改革遇到的困难并不算多，总的比较顺利。有些人对改革的某些方面、某些方法不赞成，但不是完全不赞成。中国不存在完全反对改革的一派。国外有些人过去把我看作是改革派，把别人看作是保守派。我是改革派，不错；如果要说坚持四项基本原则是保守派，我又是保守派。所以，比较正确地说，我是实事求是派。

## 延伸阅读
- 《中國改革年代的政治鬥爭》，香港 Excellent Culture Press 2004年11月版，ISBN 962-675-803-1，天地圖書有限公司2010年12月修訂版，ISBN 978-988-219-355-0
- 《天地翻覆──中國文化大革命史（上、下篇）》天地圖書有限公司,ISBN 9789888257553，2016年11月。https://web.archive.org/web/20170709030408/https://www.cosmosbooks.com.hk/index.php?route=product%2Fproduct&product_id=988825755